# Juego de pelota mesoamericano

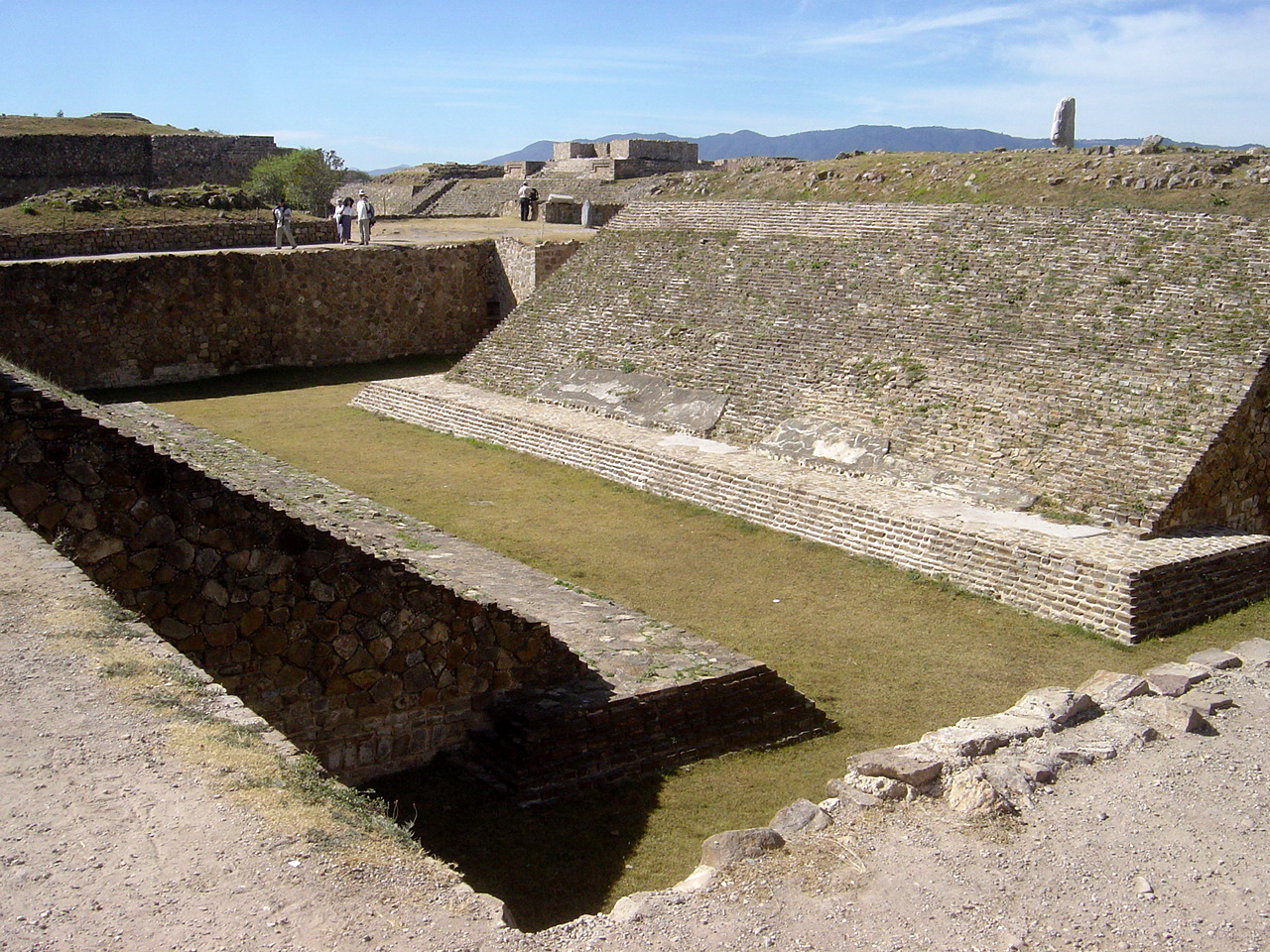
Juego de pelota en Monte Alban.

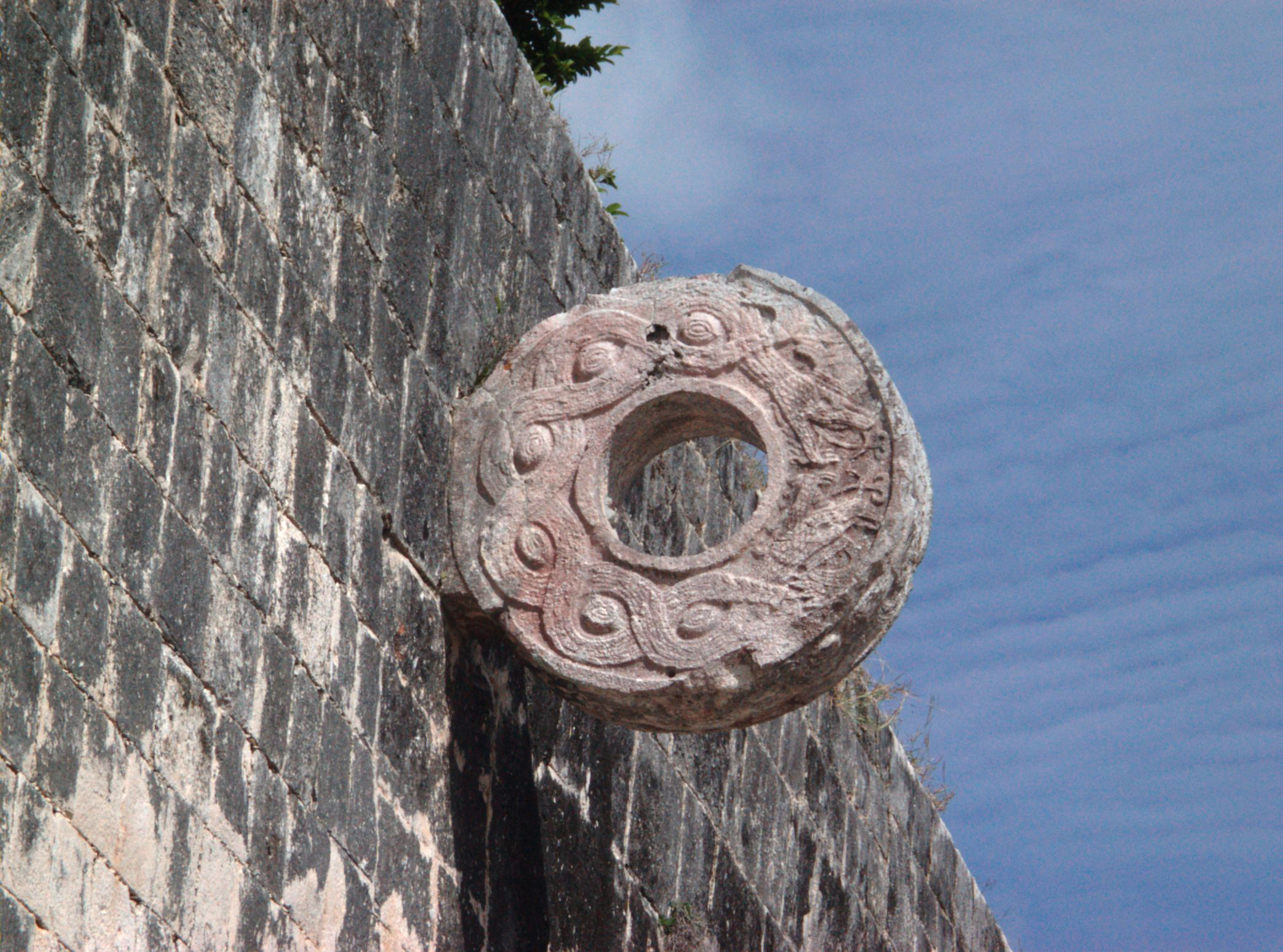
Marcador del juego de pelota, Chichén Itzá.

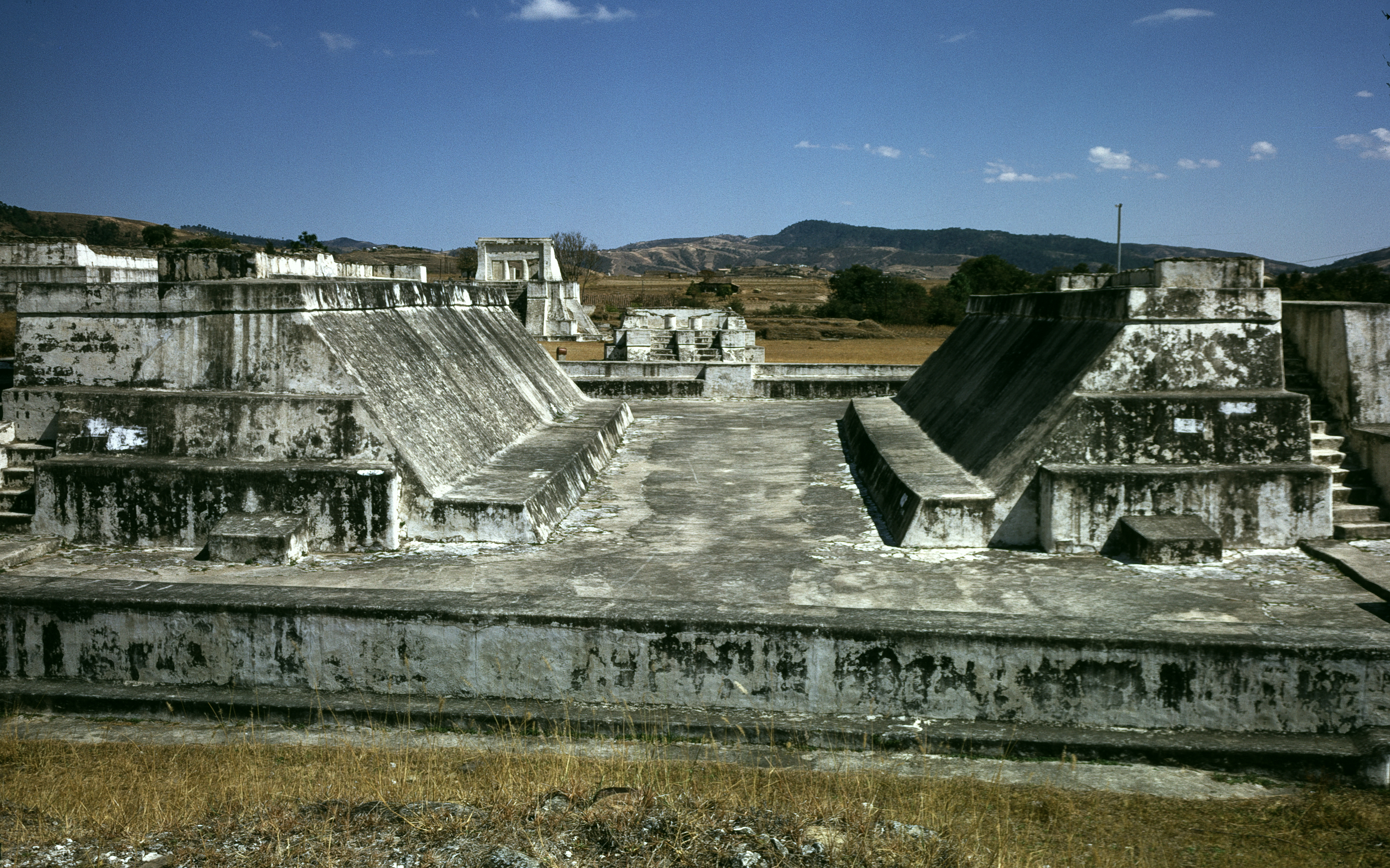
Juego de pelota en Zaculeu.

El juego de pelota mesoamericano (en náhuatl: tlachtli u ollamalistli, en maya clásico: pitz) fue un deporte con connotaciones rituales y bélicas, jugado desde el año 1400 a. C. por los pueblos precolombinos de Mesoamérica; se practicaba tanto en la vida cotidiana como en celebraciones religiosas. Durante los milenios de su existencia, el deporte ha conocido distintas versiones en diferentes lugares. Aparentemente cumplía la función de resolver conflictos de diversa naturaleza: pleitos por tierras, tributo, controles comerciales y otros. 
Las reglas del juego de pelota, si acaso las había explícitamente, no se conocen. A juzgar por su descendiente, ulama, eran probablemente similares al deporte del raquetbol, donde el objetivo es mantener la bola en juego (algunos historiadores poco fiables hablan del uso de una cabeza), si se llegaba a caer la pelota era una mala señal ya que para muchos historiadores la pelota era un símbolo que hacía alusión al Sol.
Los aros de piedra son una adición tardía al juego. Esta adición cambió el juego por completo, ya que se podía conseguir una victoria inmediata metiendo la pelota en el aro, o se podían conseguir puntos simplemente si la pelota tocaba el aro. La pelota de hule en movimiento representaba las trayectorias de los astros sagrados: Sol, Luna y Venus. El ganador del juego era protegido y apoyado por los dioses.
No se trataba de solo un juego: era un ritual religioso que simbolizaba el que Huitzilopochtli vencía a su hermana la luna para dar lugar al amanecer. En la zona de Monte Albán, el juego se desarrollaba a nivel del piso de la cancha, se golpeaba la pelota con la cadera, codos y rodillas para hacer pasar la pelota de un lado a otro. Los muros inclinados a los lados de la cancha se cubrían con una gruesa mezcla de cal para crear una superficie que hiciera regresar la pelota al campo de juego. Generalmente las canchas se encontraban en un nivel más bajo que el resto de las ciudades ya que era una representación del inframundo.
En la versión más difundida del juego, los jugadores golpeaban la pelota con las caderas, codos y rodillas del lado derecho del cuerpo. Otras versiones permitían el uso de los antebrazos, raquetas, o la manopla (piedra de mano). La pelota estaba hecha de caucho y pesaba hasta 4 kg, aunque el tamaño de la pelota difería mucho en el tiempo o según la versión del juego, asimismo que rango de jugadores eran. 
El juego tenía importantes aspectos rituales y los principales partidos formales del juego de pelota eran eventos rituales. El deporte se jugaba también de manera informal, para la recreación de los niños e incluso de las mujeres.
Campos del juego de pelota fueron encontrados en toda Mesoamérica, hasta el sur de Nicaragua, y posiblemente tan al norte como el actual Arizona en los Estados Unidos. Estos campos de juego de pelota varían considerablemente en tamaño, pero todos tienen largas pistas estrechas con paredes laterales utilizadas para rebotar la bola.

## Origen

Mapa mostrando donde se encontraron campos de juego de pelota, pelotas o estatuillas relacionadas con el juego.

No se sabe exactamente cuándo ni dónde se originó el juego de pelota mesoamericano, lo más probable es que haya sido sido concebido entre los habitantes de Paso de la Amada y los pre-olmecas a principios de 1600 a. C. en la región dónde crece el árbol del hule, es decir, en las zonas tropicales de Mesoamérica.Las tierras bajas costeras a lo largo del Océano Pacífico en la región de Soconusco son por sus hallazgos arqueológicos y datación temporal un candidato viable a la cuna del juego de pelota.
En Paso de la Amada, se encuentra el más antiguo campo de juego de pelota mesoamericano descubierto hasta la fecha, que data de aproximadamente 1600 a. C.La cancha y estructura del juego de pelota de Paso de la Amada con una extensión de aproximadamente 85m de largo, fue edificada en el periodo preclásico temprano y constituyó una de las construcciones más grandes e importantes de su época. El desarrollo político y arquitectónico de los habitantes de Paso de la Amada era significativamente más avanzado que los olmecas para ese entonces, lo que podría señalar que los inicios y creación de expresiones culturales complejas como las realizadas en el juego y su simbolismo ritual tuvieron como origen a la cultura de Paso de la Amada.
Otro candidato es el Istmo de Tehuantepec, a lo largo de la costa del Golfo de México en la tierra de los olmecas. Los mexicas se referían a sus contemporáneos del Posclásico que habitaban la región en aquel tiempo, como olmeca (es decir, «la gente de caucho»), ya que la región se asociaba con la producción de látex. Las pelotas de goma más antiguas conocidas provienen de la ciénaga de sacrificio en El Manatí, un sitio asociado con la civilización olmeca temprana, ubicado en el interior de la cuenca del río Coatzacoalcos.
De esa fuente de agua dulce, los aldeanos, y posteriormente los arqueólogos, recuperaron una docena de pelotas con diámetros que varían de 10 hasta 22 cm. Cinco de estas pelotas han sido datadas y se remontan a la primera fase de ocupación conocida del sitio, aproximadamente 1700-1600 a. C. Estas pelotas de goma fueron encontradas junto con otras ofrendas rituales enterradas en el lugar, indicando que incluso en esta temprana fecha el juego de pelota ya tenía connotaciones religiosas y rituales. Los pobladores locales también encontraron un tipo de piedra «yugo» frecuentemente asociado con juegos de pelota mesoamericano, abriendo la posibilidad evidente de que estas pelotas de goma estuviesen relacionadas con el juego de pelota ritual y no fuesen simplemente una forma de ofrenda independiente.Diversas figuras olmecas datadas en el 1500 a. C. muestran a gobernantes ataviados como jugadores de pelota, siendo un traje ceremonial y ritual de elite con gran simbolismo político.
Las excavaciones en el yacimiento olmeca cercano de San Lorenzo Tenochtitlán también revelaron una serie de figurillas de jugadores de pelota, que fueron fechadas mediante datación por radiocarbono en el periodo 1250-1150 a. C. 
Se localizó también un campo de juego de pelota rudimentario que data de 600-400 a. C., es decir de una ocupación posterior que la de San Lorenzo.
Aparentemente el juego de pelota se difundió de las tierras bajas tropicales hacia el centro de México. Desde alrededor del 1000 a. C., o antes, figuras de peloteros fueron incluidas en entierros en Tlatilco y figurillas con un estilo semejante y que datan del mismo período fueron encontradas en el yacimiento cercano de Tlapacoya. También fue en este periodo cuando se elaboraron las figurillas de jugadores de pelota en el estilo de Xochipala en Guerrero. Aunque no se encontraron campos de juego de la misma época en Tlatilco y Tlapacoya, es posible que en estas áreas y en aquel tiempo el juego de pelota se jugara en pistas con bordes perecederos o marcadores de pista temporales.
Otro lugar donde hay evidencias de ser uno de los más antiguos fuera de la zona nuclear está en el sitio arqueológico de Nakbé, en lo que hoy es Petén en el norte de Guatemala.Datado hacia el 800 a. C., es también el juego de pelota más antiguo encontrado en Guatemala.
Alrededor del 300 a. C., aparece evidencia de la existencia del juego de pelota en la mayor parte de los registros arqueológicos de Mesoamérica, incluyendo campos de juego en el valle central de Chiapas, donde se encontraron los campos más antiguos después de los de Paso de la Amada, y en el valle de Oaxaca. También aparecen representaciones del juego de pelota en la cerámica del occidente mexicano.

## Aspectos materiales y formales

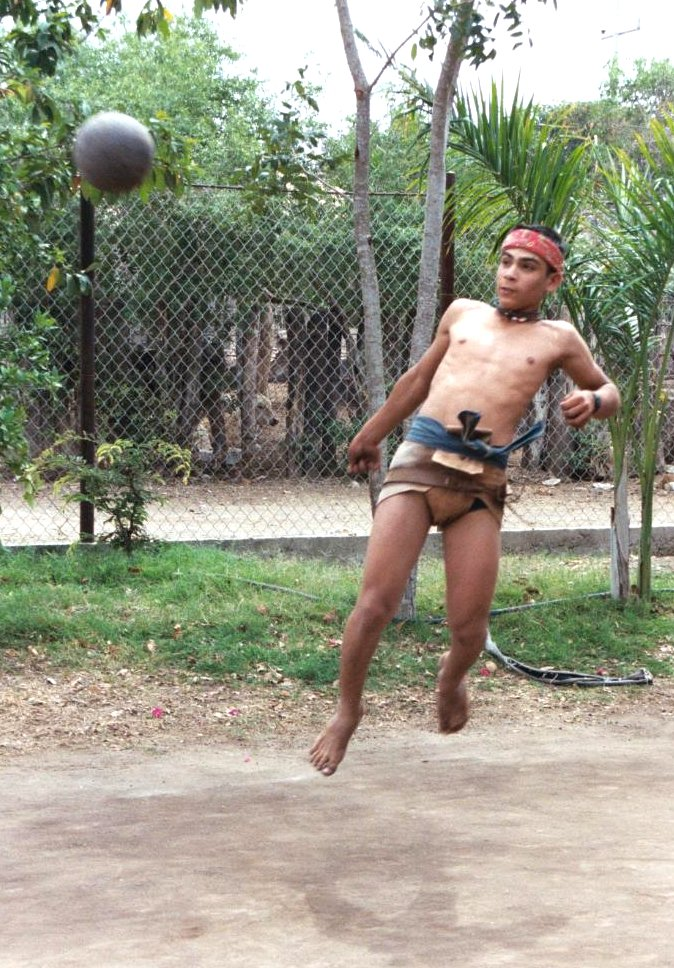
Un jugador de ulama de Sinaloa. El equipo es similar al de los antiguos jugadores mexicas.

Como era de esperar de un juego practicado durante un período tan largo y en tantas culturas, con el tiempo y lugar se desarrollaron variaciones en los detalles, y por lo tanto el juego de pelota mesoamericano puede ser visto con mayor precisión como una familia de juegos relacionados.
En general, la versión «pelota-cadera» es popularmente considerada como «el» juego de pelota mesoamericano, y los científicos creen que esta versión fue la principal -o tal vez la única- versión que se practicaba dentro del campo del juego de pelota de mampostería. Existe amplia evidencia arqueológica para los juegos donde se golpeó la pelota con un palo de madera (por ejemplo un mural de Teotihuacán muestra un juego que se asemeja al hockey sobre césped), raquetas, palos y porras, manoplas y el antebrazo, posiblemente a veces en combinación. Los diferentes tipos de juegos tenían cada uno su propio tamaño de pelota, equipo especializado, campo de juego y reglas. 
Los partidos se disputaban entre dos equipos de jugadores. El número de jugadores por equipo podía variar de 2 a 4 personas. Algunos partidos se jugaron como simple recreación en pistas improvisadas, mientras que otros eran espectáculos formales en grandes campos de juego de piedra que podían culminar en sacrificios humanos.
El juego podía ser brutal, incluso sin sacrificio humano, ya que la pesada y maciza pelota podía ocasionar graves lesiones. En la actualidad, los jugadores de ulama tienen «contusiones permanentes» mientras que hace casi 500 años el cronista español Diego Durán describió que algunos moretones eran tan graves que tuvieron que efectuar un corte abierto. También afirmó que incluso los jugadores podían perder la vida cuando la pelota los «golpeaba en la boca, el estómago o los intestinos».
Las reglas del juego de pelota, independientemente de la versión, no se conocen en detalle. En el ulama moderno, el juego se asemeja al voleibol excepto la existencia de una red, con cada equipo limitado a una mitad del campo. En la versión más difundida de ulama, la pelota es golpeada de un lado a otro solo utilizando las caderas, hasta que un equipo no consigue devolver la pelota o hasta que sale de la pista.

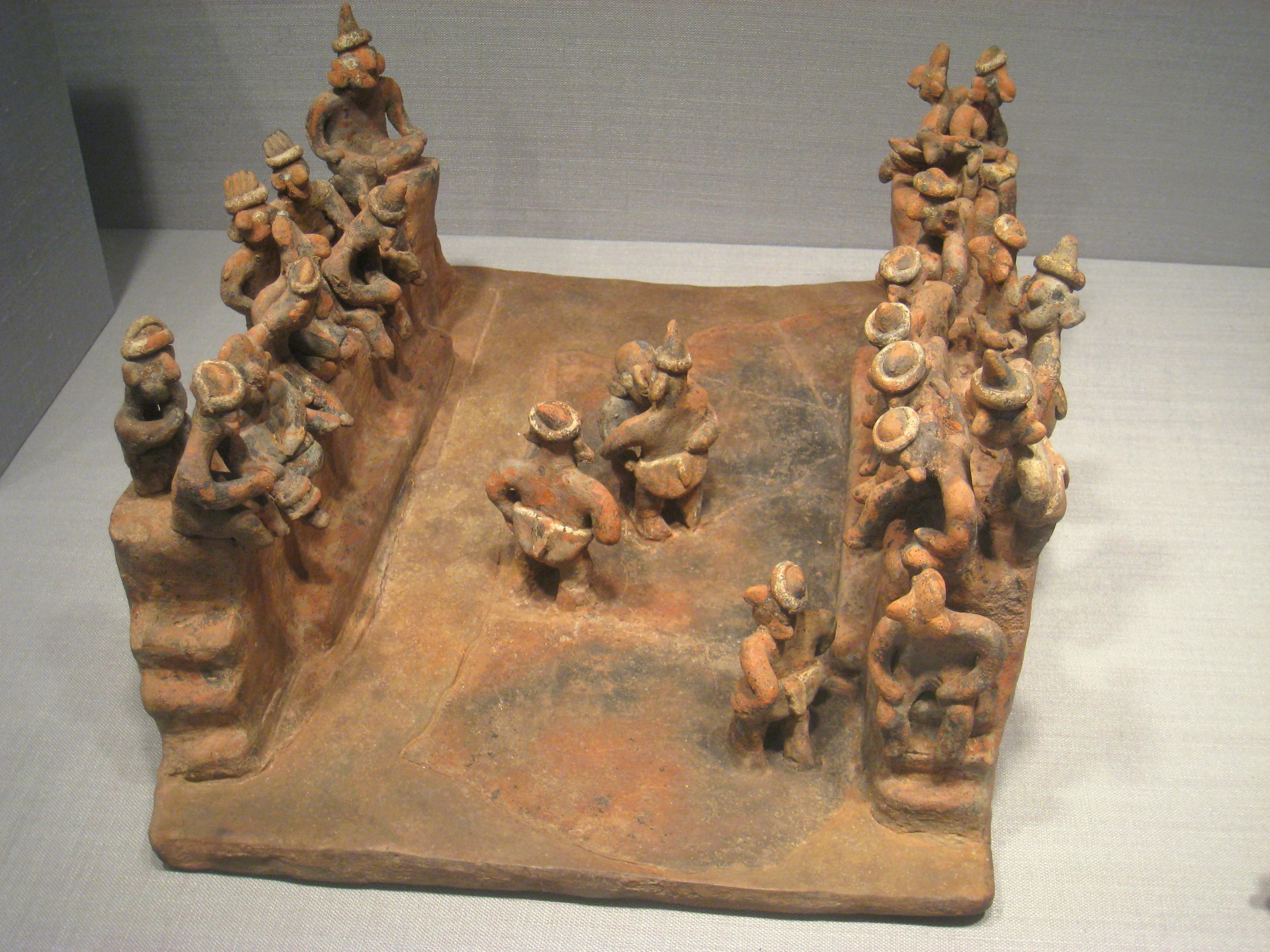
Reconstrucción de un juego de pelota (estado de Nayarit, 200 a. C. - 500 d. C.)

En el periodo Posclásico los mayas comenzaron a colocar anillos verticales de piedra a cada lado del campo, con el objeto de pasar la pelota a través de uno, una innovación que continuó posteriormente en la cultura tolteca y azteca.
En el juego de pelota mexica del siglo XVI, del que fueron testigos los conquistadores españoles, los jugadores perdían puntos si la pelota rebotaba más de dos veces antes de volver al otro equipo, si la pelota salía de los límites del campo, o si se intentaba pasar la pelota a través de uno de los anillos de piedra colocados en cada pared a lo largo de la línea central sin lograrlo.
De acuerdo al cronista del siglo XVI Toribio de Benavente Motolinía, se podía ganar puntos si la pelota tocaba la pared del lado opuesto, mientras que la victoria decisiva fue reservada al equipo que lograba pasar la pelota a través del anillo. Sin embargo, pasar la pelota por el anillo era un evento raro. Los anillos en Chichén Itzá, por ejemplo, se encontraban a seis metros del campo de juego y la mayoría de los partidos fueron probablemente ganados por puntos.

### Ropa y equipo
La ropa, tocados, guantes, todo menos la piedra han desaparecido desde hace mucho tiempo y tenemos que confiar en el arte —pinturas, dibujos, relieves en piedra y figurillas— para proporcionar información sobre la vestimenta y el equipo de los peloteros precolombinos, que variaba notablemente cuanto a cantidad y tipo. Capas y máscaras se muestran por ejemplo en varios relieves de Dainzú, mientras que murales teotihuacanos muestran a hombres jugando la versión pelota-palo en faldas, y claramente el uso de una pelota de hule es propicio ya que no se desempeñaría el juego.

### La pelota
La pelota estaba conformada de hule macizo, su bote se debía a la vulcanización del hule, proceso resultante de la mezcla de un 50 % de savia del árbol del hule (Castilla elastica) con un 50 % del resultado de la molienda de la enredadera Ipomoea alba, mismo que consigue la consistencia perfecta para que la pelota tenga una botabilidad propicia para el juego. Según los españoles, la pelota parecía tener un hechizo pues nunca habían visto objeto que de esta manera botara.

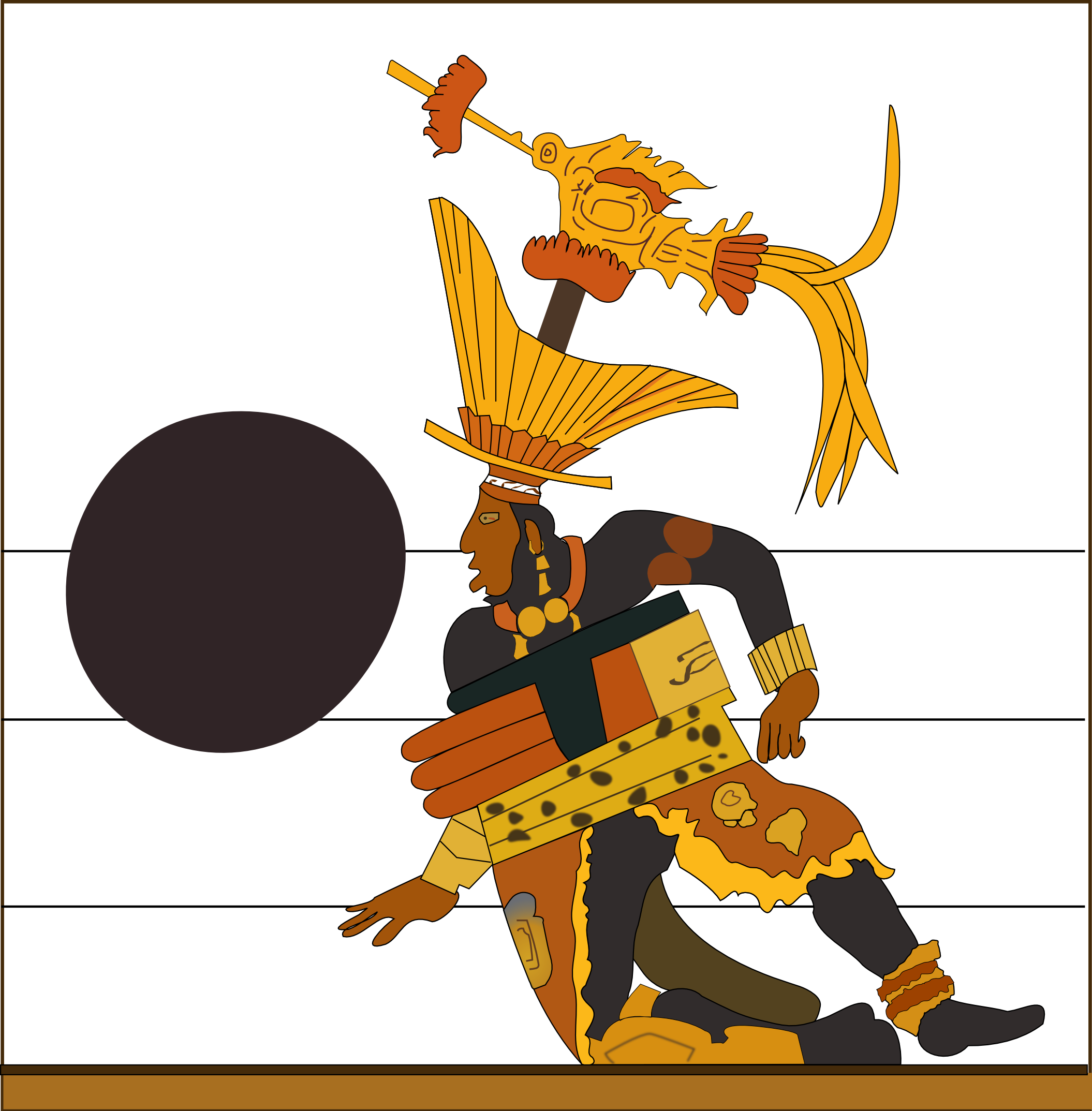
Sak Chꞌeen, el rey de Motul de San José c., vestido como un jugador de pelota con un grueso cinturón, protectores de cadera de piel de venado pintada, y un elaborado tocado. Está reclinado sobre una rodilla para golpear la pelota, cuya proporción debió ser mejorada porque era un simbolismo real.

El equipo mínimo para la versión pelota-cadera consistía en un taparrabos, a veces complementado con protectores de cadera de cuero. Los taparrabos se observan en las primeras figuras de jugadores del juego de pelota de Tlatilco, Tlapacoya y de la cultura olmeca, en el dibujo de Weiditz de 1528 (véase abajo). En la actualidad, pese a un lapso de casi tres mil años, taparrabos y protectores de cadera siguen siendo el único equipo de los jugadores de ulama (véase foto arriba).
En muchas culturas, un grueso cinturón, probablemente hecho de mimbre o madera cubierta de tejido o cuero proporcionaba protección adicional al jugador. Producidos de materiales perecederos, ninguno de estos cinturones ha sobrevivido, aunque se recuperaron muchas piedras «yugo».
Se cree que las piedras yugo –llamadas así por los arqueólogos debido a su semejanza con un yugo para animales– eran demasiado pesados para el juego en sí, y que probablemente solo fueron utilizados en contextos rituales antes o después del partido. Además de proporcionar una cierta protección, el cinturón o yugo también ayudó a lanzar la pelota con más fuerza de lo que sería posible con la cadera solamente. Además, algunos jugadores usaban protectores del pecho llamados palmas que se insertaban en el yugo y que se quedaban erectos en frente del pecho.
Rodilleras pueden observarse en una variedad de jugadores de muchas áreas y épocas, y son usadas en la actualidad por los jugadores de ulama que utilizan el antebrazo. A menudo se puede observar un tipo de liga, utilizado solo por debajo de la rodilla o al tobillo, pero se desconoce su función. Los guantes aparecen en el relieve de Dainzú, que data de alrededor de 500 a. C., así como en los jugadores aztecas dibujados por Weiditz, dos mil años más tarde (véase el dibujo).

### Pelotas

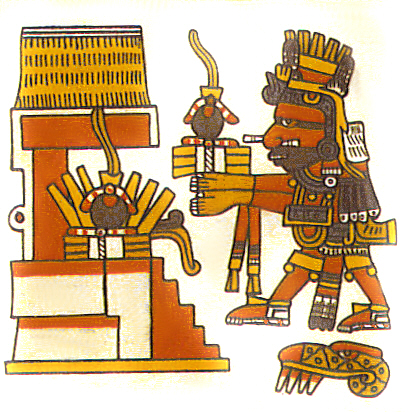
En este detalle del Códice Borgia que data de finales del siglo XV, el dios mexica Xiuhtecuhtli trae una pelota de goma como ofrenda a un templo. Cada una de las pelotas tiene una pluma de quetzal como parte de la ofrenda.

No se sabe con certeza cual era el tamaño ni el peso de las pelotas que se utilizaron en el juego de pelota. Aunque se recuperaron varias docenas de pelotas antiguas, es posible que estas se concibieron originalmente como ofrendas ya que fueron dejadas en un pantano o manantial sacrificial y no hay evidencia de que alguna de estas fueron utilizadas en el juego de pelota. De hecho, algunas de estas pelotas votivas fueron creadas específicamente como ofrendas.
Sin embargo, con base en una revisión de las pelotas del juego moderno, las antiguas pelotas de goma y otras pruebas arqueológicas, existe consenso entre la mayoría de los científicos que las antiguas pelotas utilizadas en la versión «pelota-cadera» estaban hechas de una mezcla de caucho o Kik y la resina de guamol (Calonyction aculeatum), que su tamaño (diámetro) probablemente oscilaba entre 25 y 30 cm (medido en palmos) y que pesaba entre 1,4 y 2,7 kg. La pelota utilizada en la antigua versión «pelota-mano» o «pelota-palo» del juego de pelota, fue probablemente un poco más grande y más pesada que una pelota de béisbol moderna.
Algunas representaciones mayas (véase por ejemplo la pintura encima o este relieve) muestran pelotas que parecen tener un diámetro de un metro o más. El consenso académico es que estas representaciones son exageraciones o que son simbólicas, como lo son también los tocados poco prácticos en las mismas representaciones.

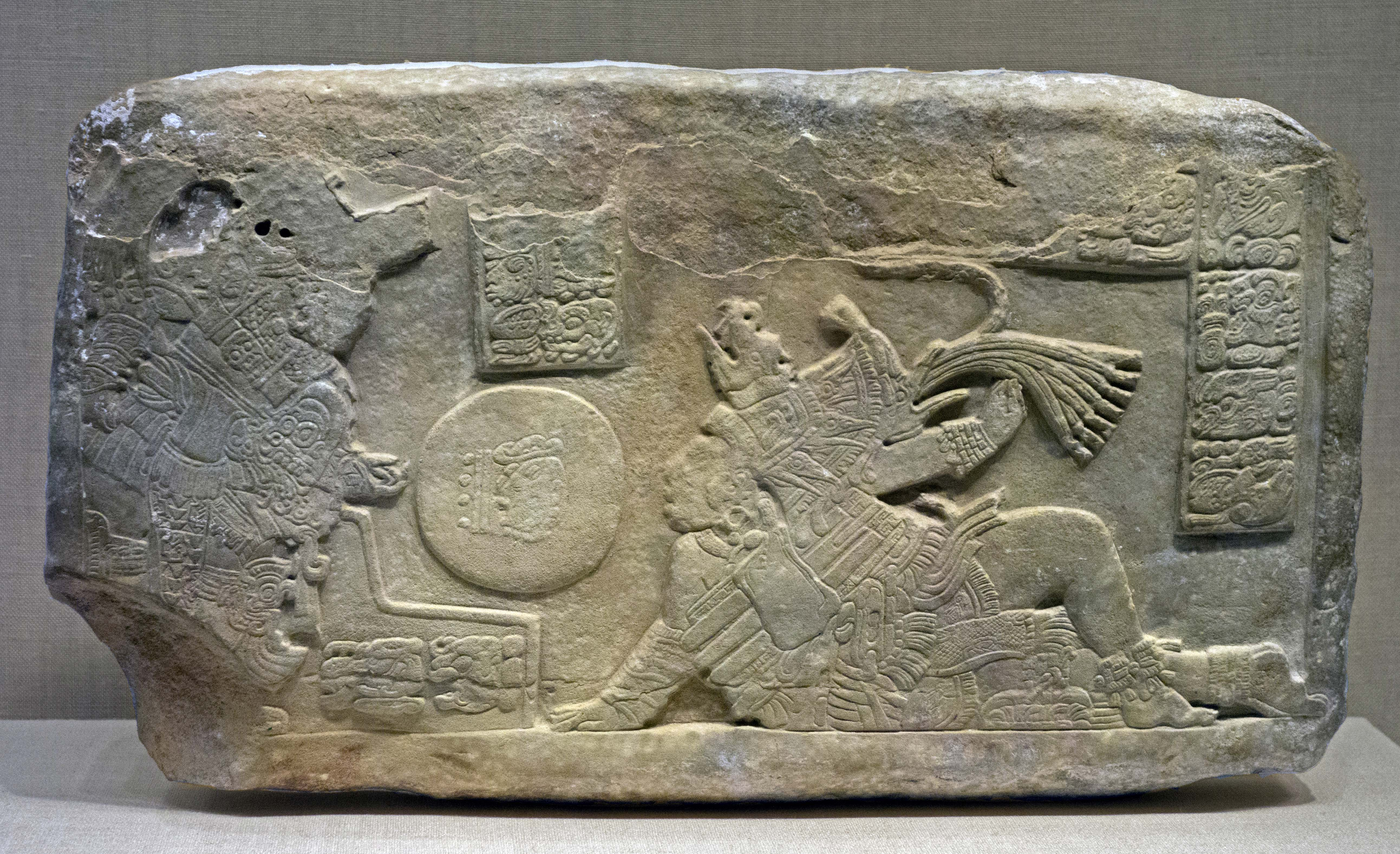
Escalón de piedra caliza, datado entre 700 - 900 DC. Dos nobles Mayas juegan a la pelota con una pelota (tal vez simbólicamente) sobredimensionada. La pelota contiene dos glifos: el número 14 y un glifo desconocido, identificado teóricamente como una unidad de circunferencia.

El experto Norteamericano Marc Zender, del museo Peabody, ha interpretado un glifo que usualmente aparece como "etiqueta" en representaciones escultóricas Mayas de la pelota como una unidad de circunferencia (literalmente "medida de mano" o "palmo"), en la que una "mano" equivaldría a aproximadamente 22 centímetros; lo que combinado con los coeficientes de 9, 10, 12, 13 y 14 da pie a la teoría de que "Las bolas del juego Maya de Pelota clásico deben de haber medido desde 62 a 96 centímetros"

### Campos de juego

Secciones transversales de algunos de los campos de juego más típicos.

El juego de pelota se jugaba en una grande estructura de mampostería. Construidos en una forma que no cambió mucho durante 2700 años, más de 1300 campos de juego de pelota han sido identificados en Mesoamérica, el 60% de estos solo en los últimos 20 años. Aunque hay una gran variación en tamaño, en general todos los campos de juego tienen la misma forma: una larga y estrecha pista de juego, flanqueada por paredes con superficies tanto horizontales como inclinadas (o, más raramente, verticales). A menudo las paredes estaban cubiertas de una capa de yeso y pintadas con colores brillantes. Aunque los campos de juego tempranos estaban abiertos en dos lados, los campos más tardíos tenían la zona final de la pista cerrada, dando a la estructura la forma de una  visto desde arriba. 
Aunque la relación entre longitud y anchura se mantuvo relativamente constante a 4-a-1, había una enorme variación en el tamaño de los campos de juego. El campo del Gran Juego de Pelota de Chichén Itzá es el más grande con 96,5 metros de largo por 30 metros de ancho, mientras que la Plaza de Ceremonias en Tikal solo tiene 16 metros por 5 metros.

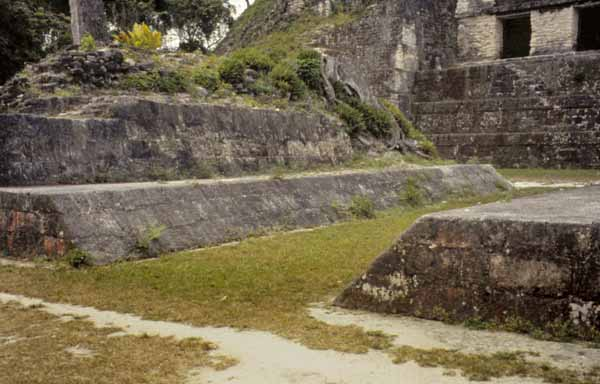
Campo del juego de pelota en Tikal, en la región de la Cuenca del Petén de las tierras bajas mayas.

En toda Mesoamérica, juegos de pelota fueron construidos y utilizados por muchas generaciones. Aunque se encuentran campos de juego dentro de las más importantes ruinas de Mesoamérica, no se distribuyen por igual a través del tiempo o la geografía. Por ejemplo, en el sitio de El Tajín del Clásico Tardío, la ciudad más grande en una cultura obsesionada por el juego de pelota como era la de cultura del centro de Veracruz, tenía por lo menos 18 campos de juego de pelota, mientras que Cantona, un sitio contemporáneo cercano, establecía el récord con 24 campos de juego. En cambio, el norte de Chiapas y las tierras bajas mayas del norte tienen relativamente pocos campos de juego, como en Moral Reforma en Tabasco y brillan por su ausencia en algunos sitios importantes, incluyendo Teotihuacán, Bonampak y Tortuguero, aunque se ha encontrado iconografía del juego de pelota en estos sitios.
Campos de juego eran espacios públicos utilizados para una variedad de eventos culturales de la élite y para actividades rituales, incluyendo festivales, actuaciones musicales y por supuesto el juego de pelota. Antiguas representaciones pictóricas a menudo muestran músicos que tocan en los campos de juego, mientras que las ofrendas votivas enterradas en el campo de juego principal de Tenochtitlan incluían silbatos en miniatura, ocarinas, y tambores. Una cerámica precolombina del oeste de México, muestra lo que parece ser un combate de lucha libre que tiene lugar en un campo de juego de pelota.
Ciudades antiguas con campos de juego de pelota especialmente finos y en buenas condiciones incluyen Tikal, Yaxhá, Copán, Iximché, Monte Albán, Uxmal, Chichén Itza, Yagul, Xochicalco, Mixco Viejo y Zaculeu.

## Aspectos culturales

### Alternativa a la guerra

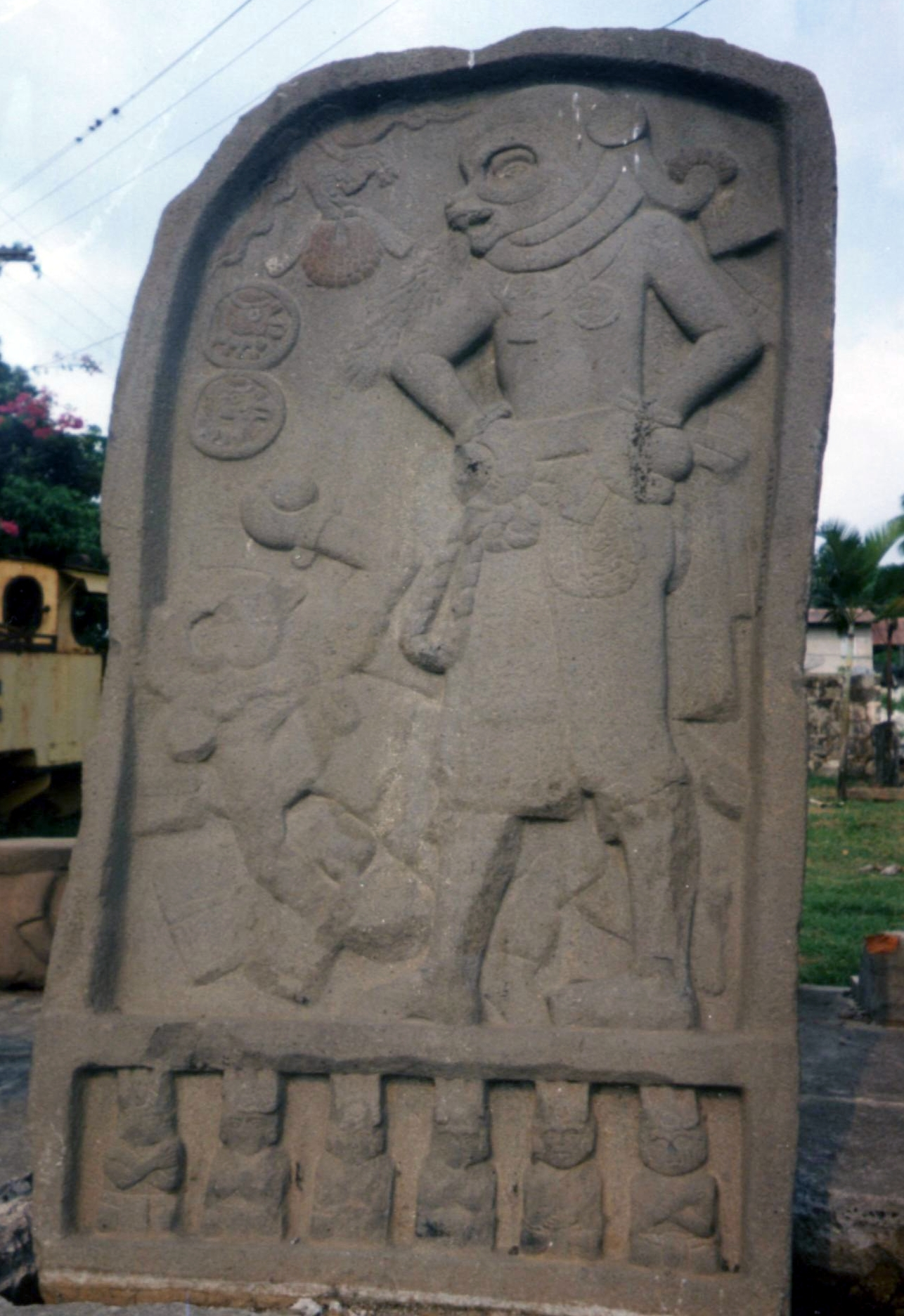
Estela de El Baúl en la zona nuclear de Cotzumalguapa mostrando dos jugadores.

El juego de pelota era un ritual muy arraigado en las culturas mesoamericanas y sirvió a objetivos más allá de un simple evento deportivo. Fray Juan de Torquemada, un misionero e historiador español del siglo XVI relata que el emperador azteca Axayacatl jugó contra Xihuiltemoc I, el líder de Xochimilco, apostando sus ingresos anuales en contra de varios chinampas de Xochimilco. Ixtlilxochitl, un contemporáneo de Torquemada, relata que Topiltzin, el rey tolteca, jugó contra tres rivales y que el ganador podía regir a todos.
Estos ejemplos y otros, son citados por muchos científicos que presentaron argumentos convincentes de que el juego de pelota fue una manera de calmar tensiones o resolver conflictos sin recurrir a la guerra, para resolver las disputas a través de un juego de pelota en lugar de una batalla.
 Con el tiempo, entonces, el papel del juego de pelota se expandiría para incluir no solo la mediación externa, sino también la resolución de la competencia y el conflicto dentro de la sociedad.
Esta teoría del «mantenimiento de límites» o de «la resolución de conflictos» podría también ser una explicación de la distribución irregular de los campos de juego de pelota. En general, parece existir una correlación negativa entre el grado de centralización política y el número de juegos de pelota en un sitio. Por ejemplo, el imperio azteca, con un estado fuerte y centralizado y pocos rivales externos, tenía relativamente pocos campos de juego, mientras que Cantona en el periodo Clásico, con 24 campos de juego, conocía una gran diversidad de culturas y un estado relativamente débil.
Otros expertos apoyan estos argumentos, señalando a las imágenes con representaciones de la guerra que a menudo se encuentran en campos de juego de pelota:
- El panel sureste del Juego de Pelota Sur en El Tajín muestra al pelotero protagonista vestido con el traje de un guerrero.[57]
- Los cautivos forman una parte importante de la iconografía de los juego de pelota. Por ejemplo:
  - Varias figuras de cerámica muestran prisioneros de guerra que sostienen las pelotas del juego.
  - El campo del juego de pelota en Toniná estaba decorado con esculturas de cautivos atados.
  - Un cautivo dentro de la pelota se ve como motivo en la Escalera jeroglífica de la Estructura 33 en Yaxchilán y en el Altar 8 en Tikal.
- El descendiente moderno del juego de pelota, ulama, «hasta hace poco estaba relacionado con la guerra y muchos recordatorios de esta asociación siguen existiendo».[58]

### Sacrificio humano

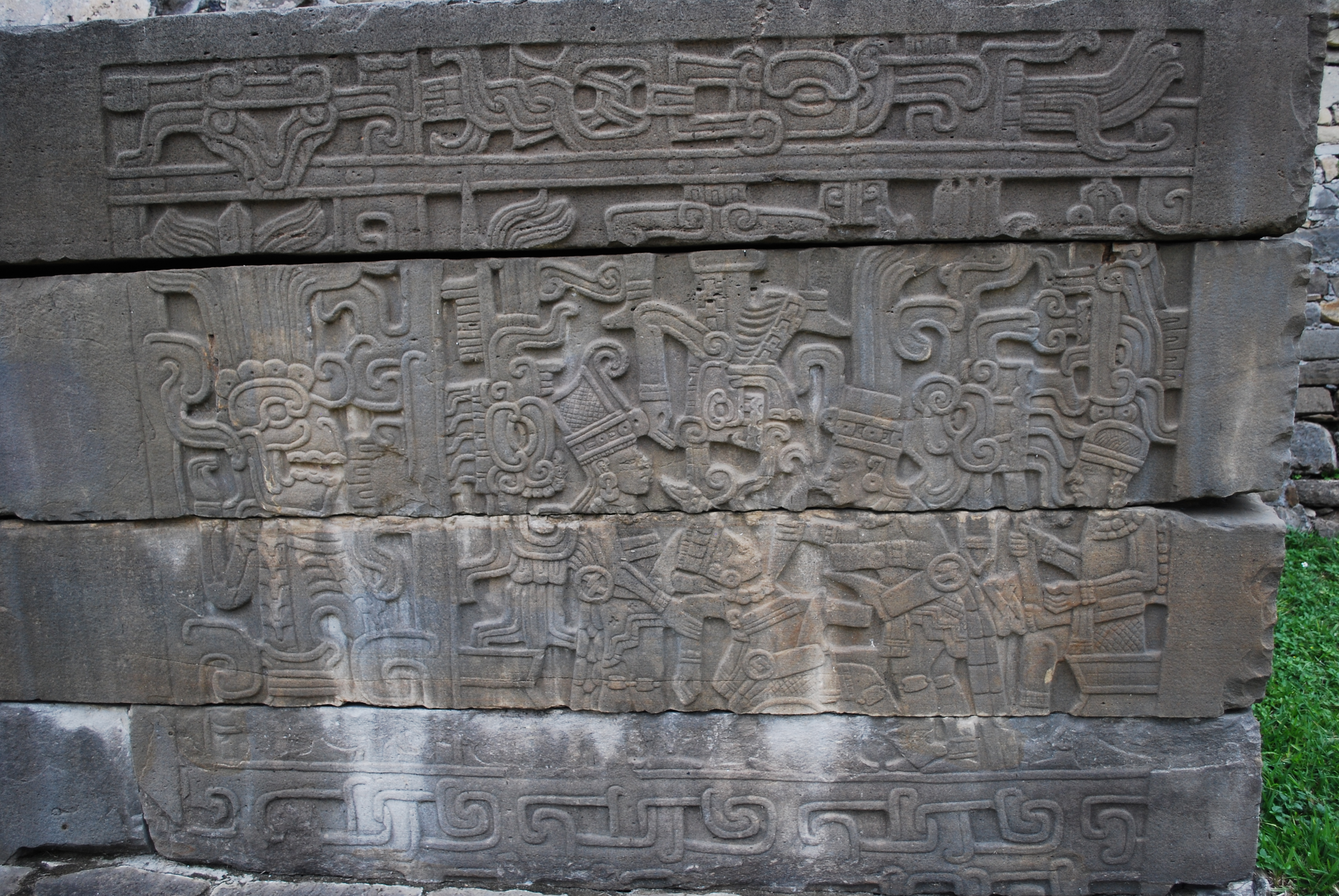
Uno de una serie de murales del Juego de Pelota Sur de El Tajín, que muestra el sacrificio de un jugador de pelota.

La asociación entre el sacrificio humano y el juego de pelota aparece relativamente tarde en el registro arqueológico, no antes de la época Clásica. La asociación fue particularmente fuerte en las culturas de Veracruz y de los mayas, donde se puede ver las representaciones más explícitas de sacrificios humanos en los paneles de juego de pelota - por ejemplo, en El Tajín (850-1100 d. C.) y en Chichén Itzá (900-1200 d. C.) – así como en la muy conocida estela del jugador de pelota decapitado del sitio de Aparicio en Veracruz (700-900 d. C.). El Popol Vuh, la narrativa religiosa y cuasi-histórica de los mayas del Posclásico, también vincula el sacrificio humano con el juego de pelota (véase abajo).
Cautivos fueron frecuentemente mostrados en el arte maya y se supone que estos prisioneros fueron sacrificados después de perder un juego de pelota ritual amañado. Sin embargo, en lugar de cautivos casi desnudos y a veces maltratados, los juegos de pelota de El Tajín y Chichén Itzá muestran el sacrificio de jugadores practicados, posiblemente al capitán de un equipo ganador. La decapitación se asocia particularmente con el juego de pelota, ya que cabezas cortadas aparecen en gran parte del arte Clásico Tardío relacionado al juego de pelota, y aparecen repetidamente en el Popol Vuh. En la versión azteca del juego, los cráneos de los miembros del equipo perdedor eran colocados en un «tzompantli» al lado del campo, y su sangre se ofrecía en ofrenda como «alimento de los dioses». Incluso ha habido especulaciones de que las cabezas y cráneos fueran utilizados como pelotas.

### Simbolismo
Poco se sabe acerca de los contenidos simbólicos del juego. Varios temas aparecen repetidamente en la escritura académica.
- Astronomía. Se cree que la pelota que rebota representaba al sol.[64] También existen especulaciones de que los marcadores de piedra representaban el amanecer y la puesta del sol o los equinoccios.
- Guerra. Este es el aspecto simbólico más evidente del juego (véase también arriba, «Alternativa para guerra»). Entre los mayas, la pelota puede representar el enemigo vencido, tanto en el reino K'iche' del Posclásico Tardío (Popol Vuh) como en los reinos clásicos como el de Yaxchilán.
- Fertilidad. Figuras de jugadores de pelota que datan del periodo Formativo - probablemente mujeres a menudo vestidas con símbolos del maíz.[65] En El Tajín, el sacrificio de un jugador de pelota asegura la renovación del pulque, una bebida alcohólica hecha del maguey.
- Dualidad cosmológica. El juego se ve como una lucha entre el día y la noche,[66] y/o una batalla entre la vida y el inframundo.[67] Los campos de juego fueron considerados portales al inframundo y se construyeron en lugares clave dentro de los recintos ceremoniales centrales. Participar en el juego de pelota representaba envolvimiento en el mantenimiento del orden cósmico del universo y la regeneración ritual de la vida.

Cada uno corresponde a un aspecto del juego o a elementos iconográficos. Algunos indicios permiten sugerir que, a pesar de diferencias culturales y/o cronológicas, a lo largo de su trayectoria el juego mantuvo una unidad simbólica. La misma evolución del juego –con un primer apogeo durante el Preclásico, un ocaso en los tiempos de Teotihuacán y un segundo apogeo después de la caída de esta ciudad- sugiere ya la permanencia de este rasgo cultural y de su significado.

### Mitología

#### Náhuatl
De acuerdo con la Leyenda de los Soles, una importante fuente nahua, el rey tolteca Huemac jugaba a la pelota contra las deidades de la lluvia Tláloc, con piedras preciosas y plumas de quetzal en juego. Huémac ganó el partido. Cuando en lugar de piedras preciosas y plumas, las deidades de la lluvia ofrecieron a Huémac sus mazorcas de maíz y hojas de maíz joven, Huémac se negó, y como consecuencia de esta vanidad los toltecas sufrieron una sequía de cuatro años. Dado que el rey tolteca, aparentemente ya no entendía el propósito de su pacto con los 'reyes' de Tlalocan, o las deidades de la lluvia, este partido de pelota significó el principio del fin del reinado de los toltecas.

#### Maya

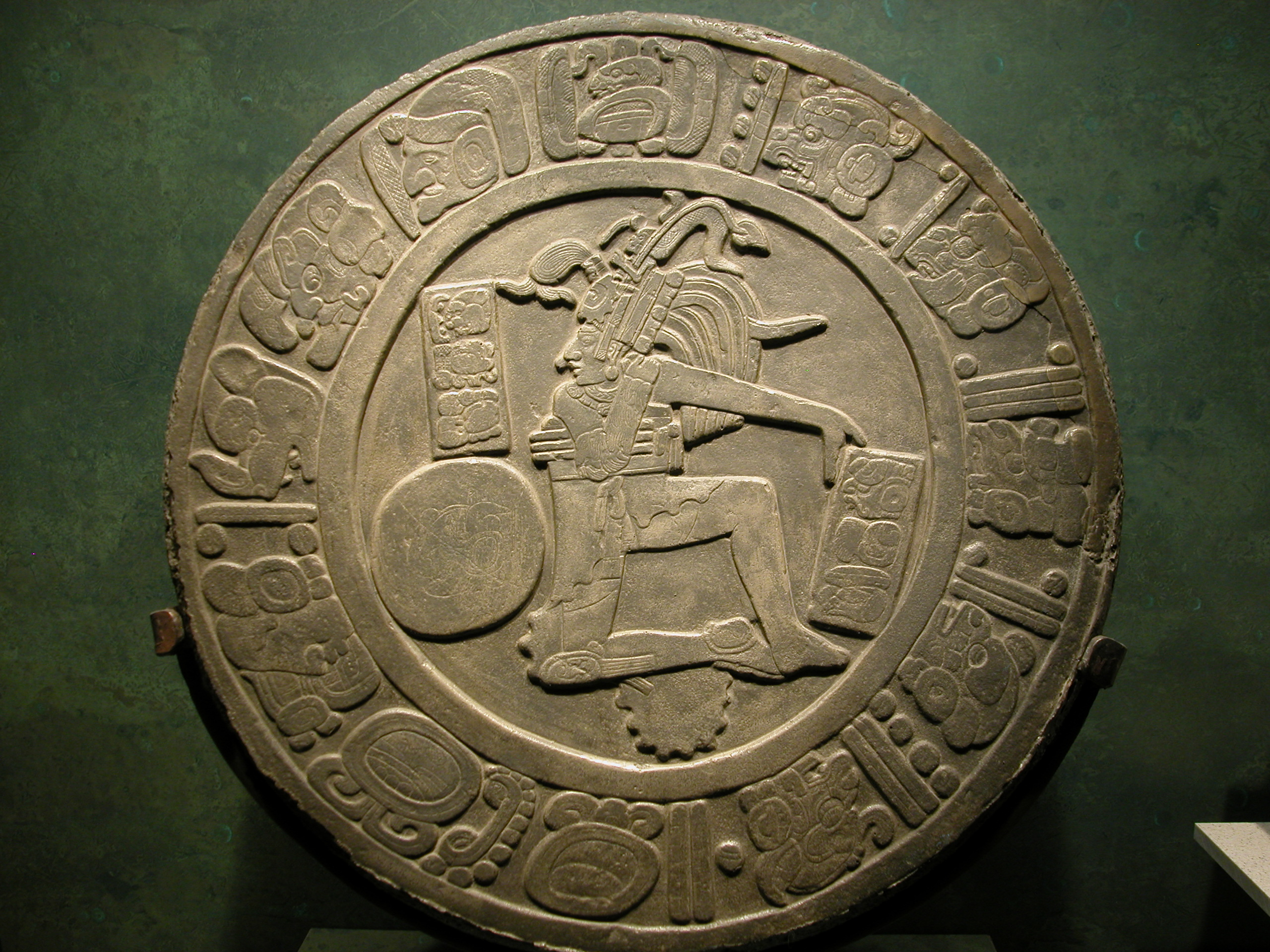
Marcador maya del juego de pelota, recuperado del sitio de Chinkultic y fechado en 591 d. C., con una representación finamente incisa de Hun Hunahpú, el padre de los Héroes Gemelos.

El mito maya de los Gemelos del Popol Vuh establece la importancia del juego como un símbolo de la guerra íntimamente relacionado con el tema de la fertilidad (implicando una equiparación entre cabezas humanas, calabazas y jícaros). La historia comienza con el padre de los «Héroes Gemelos», Hun Hunahpú, y su tío, Vucub-Hunahpú, jugando a la pelota cerca del inframundo Xibalbá. Los señores del inframundo se molestaron por el ruido del juego de pelota y así los principales señores de Xibalbá, Uno Muerte y Siete Muerte, enviaron búhos para atraer a los gemelos al juego de pelota de Xibalbá, situado en el extremo occidental del inframundo. A pesar del peligro los hermanos se duermen y son capturados y sacrificados por los señores de Xibalbá y luego enterrados en el campo del juego de pelota. Hun Hunahpú es decapitado y su cabeza es colocada bajo un árbol frutal, que produce la primera calabaza. La cabeza de Hun Hunahpú escupe en las manos de una diosa que pasaba y que concibe y da a luz a los Héroes Gemelos, Hunahpú e Ixbalanqué. Los Héroes Gemelos finalmente encuentran el equipo de juego de pelota en la casa de su padre y empiezan a jugar, una vez más provocando la molestia de los Señores de Xibalbá, que convocan a los gemelos a jugar el juego de pelota en medio de pruebas y peligros. En un episodio notable, Hunahpú es decapitado por los murciélagos. Su hermano utiliza una calabaza para sustituir la cabeza de Hunahpú hasta que su verdadera cabeza, ahora utilizada como pelota por los señores de Xibalbá, puede ser recuperada y nuevamente colocada sobre los hombros de Hunahpú. Finalmente, los gemelos empiezan a jugar el juego de pelota con los señores de Xibalbá y logran derrotarlos. Sin embargo, los gemelos no logran resucitar a su padre y lo dejan enterrado en el campo de juego de Xibalbá.

## El juego de pelota en las civilizaciones mesoamericanas

### Civilización maya
El mito quiché de los héroes gemelos conecta el juego de pelota con la muerte y la superación de la muerte. El campo de juego de pelota se convierte en un lugar de transición, una etapa liminal entre la vida y la muerte. Los marcadores a lo largo de la línea central del campo de juego clásico representan escenas rituales y míticas del juego de pelota, a menudo rodeada por un cuadrifolio que marca el portal al otro mundo. Los propios gemelos, sin embargo, suelen estar ausentes de las representaciones del juego de pelota clásico, con una excepción importante siendo el campo del juego de pelota de Copán, con una representación de Vucub Caquix sosteniendo el brazo cortado de Hunahpú.

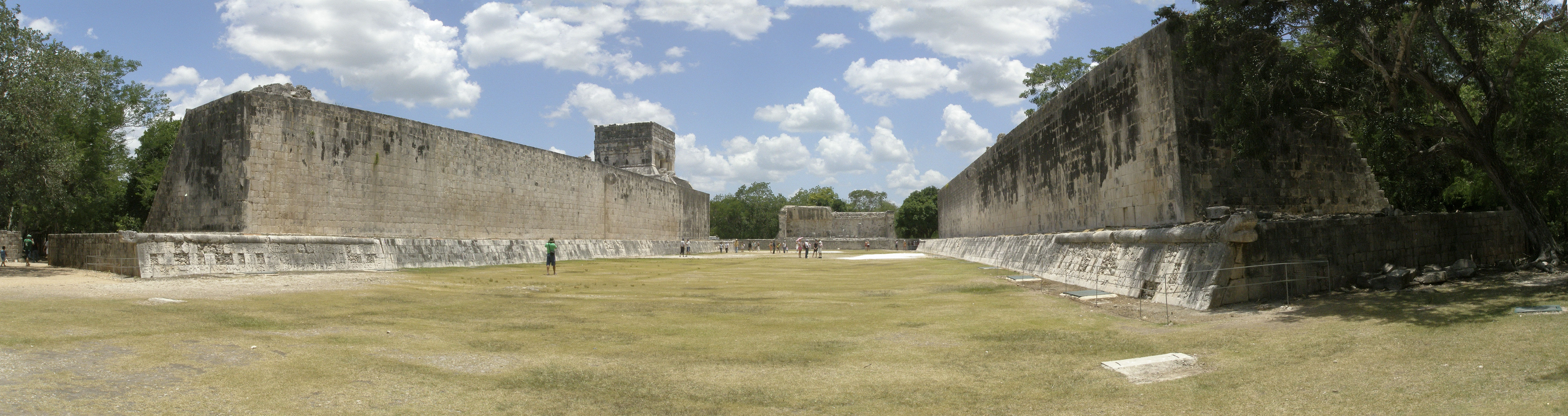
Gran Juego de Pelota de Chichén Itzá.

### Civilización de Teotihuacán
Ningún campo de juego de pelota ha sido identificado en Teotihuacán, haciéndolo de lejos el sitio más grande de la época clásica sin campo de juego. De hecho, el juego de pelota parece haber sido casi ausente, no solo en Teotihuacán, pero también en sitios tales como Matacapán o Tikal mientras estaban bajo la influencia teotihuacana.
A pesar de la ausencia de campos de juego, el juego de pelota no era desconocido en Teotihuacán. Los murales del complejo de Tepantitla en Teotihuacán muestran una serie de pequeñas escenas que parecen representar los distintos tipos de juegos de pelota, entre ellos:
- Un partido con dos jugadores de pelota en un campo abierto.[72] (véase la tercera imagen abajo)
- Un partido con dos equipos que utilizan palos en un campo de juego abierto, cuyo fin de zonas están marcados por monumentos de piedra.[72]
- Distintas representaciones de jugadores individuales (véase fotos arriba).

Se ha postulado que, por razones aún desconocidas, la versión «pelota-palo» del juego eclipsó la versión «pelota-cadera» en Teotihuacán y en las ciudades bajo su influencia, y que la versión «pelota-cadera» solo pudo resurgir después de la caída de Teotihuacán.

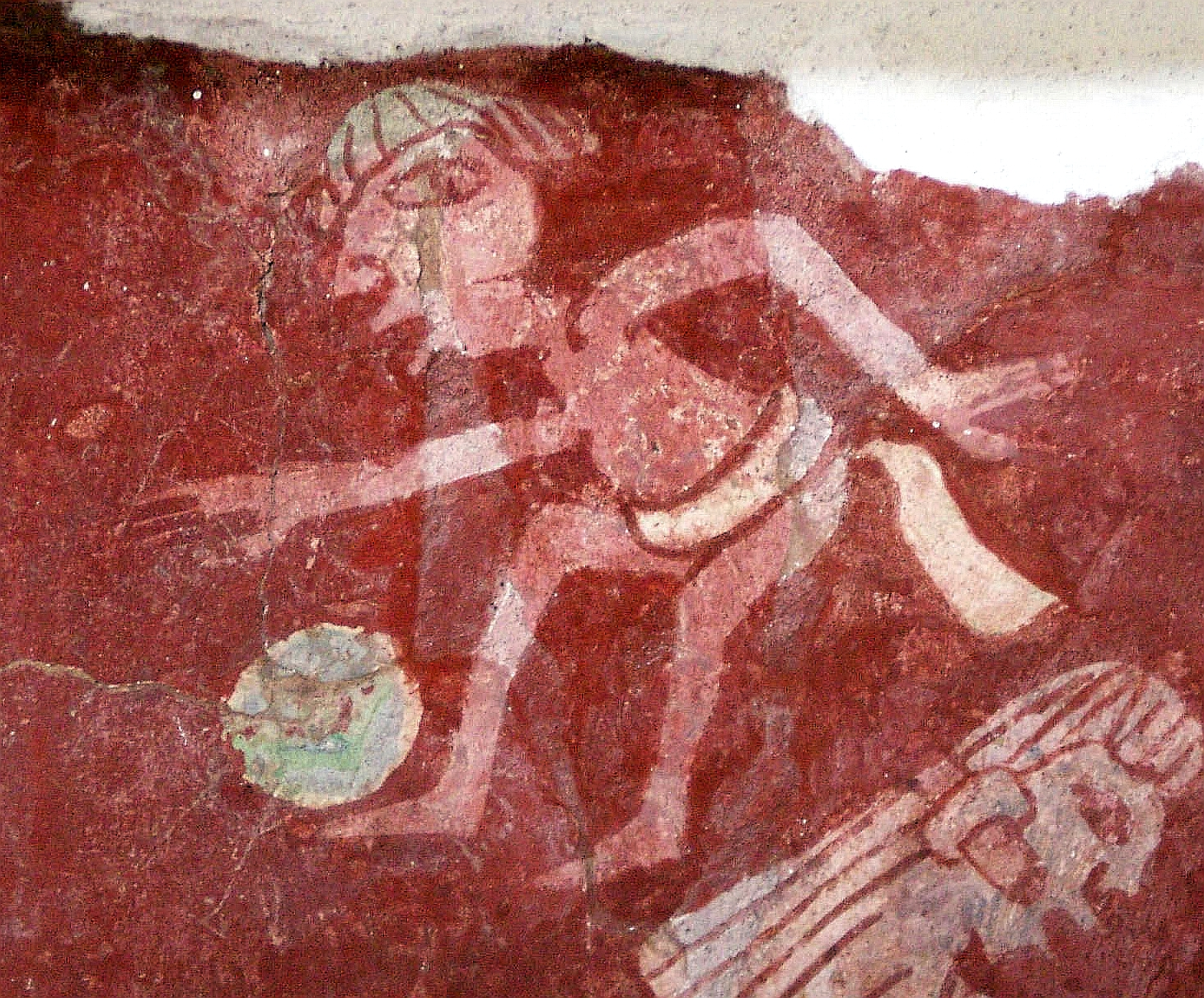
Pintura de jugador de pelota de los murales de Tepantitla en Teotihuacán.
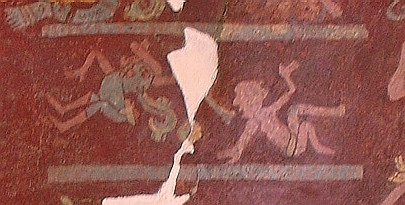
Detalle de un mural de Tepantitla mostrando un partido de la versión «pelota-cadera» en un campo de juego abierto, representado por las líneas horizontales.

### Civilización mexica

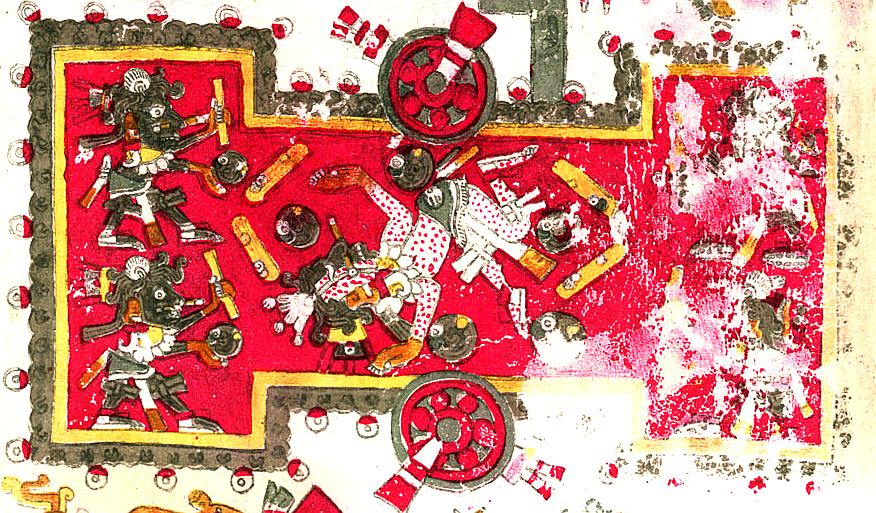
Representación de un campo de juego en forma de I con los jugadores y las pelotas; detalle del Códice Borgia Folio 45. Toma nota de que los cuatro jugadores tienen palos, tal vez indicando que están jugando la versión con raqueta o con palo.

La versión mexica del juego de pelota que se llama ullamalitzli y se deriva de la palabra ōlli «caucho» y el verbo ōllama o «jugar a la pelota». La propia pelota se llamaba ōllamaloni y el campo de juego se llamaba tlachtli (ˈtɬatʃtɬi). En la capital mexica Tenochtitlan, el más grande juego de pelota se llamaba Teotlachco («en el sagrado campo de juego») – aquí se celebrarían varios importantes rituales en las fiestas del mes Panquetzalitzli, incluyendo el sacrificio de los cuatro prisioneros de guerra en honor de Huitzilopochtli y su heraldo Paynal.
También para los mexicas la práctica del juego de pelota tenía un significado religioso, pero si los maya k'iche' del siglo XVI consideraron el partido como una batalla entre los señores del inframundo y sus adversarios terrestres, sus contemporáneos aztecas lo vieron como una batalla entre las fuerzas de la noche, lideradas por la luna y las estrellas representadas por la diosa Coyolxauhqui y sus hijos los Centzon Huitznáhuac, y el sol personificado por Huitzilopochtli. Mientras tenía un significado ritual y mítico importante, para los aztecas el juego de pelota era también un deporte y un pasatiempo jugado para divertirse, aunque en general el juego de pelota azteca era una prerrogativa de los nobles.

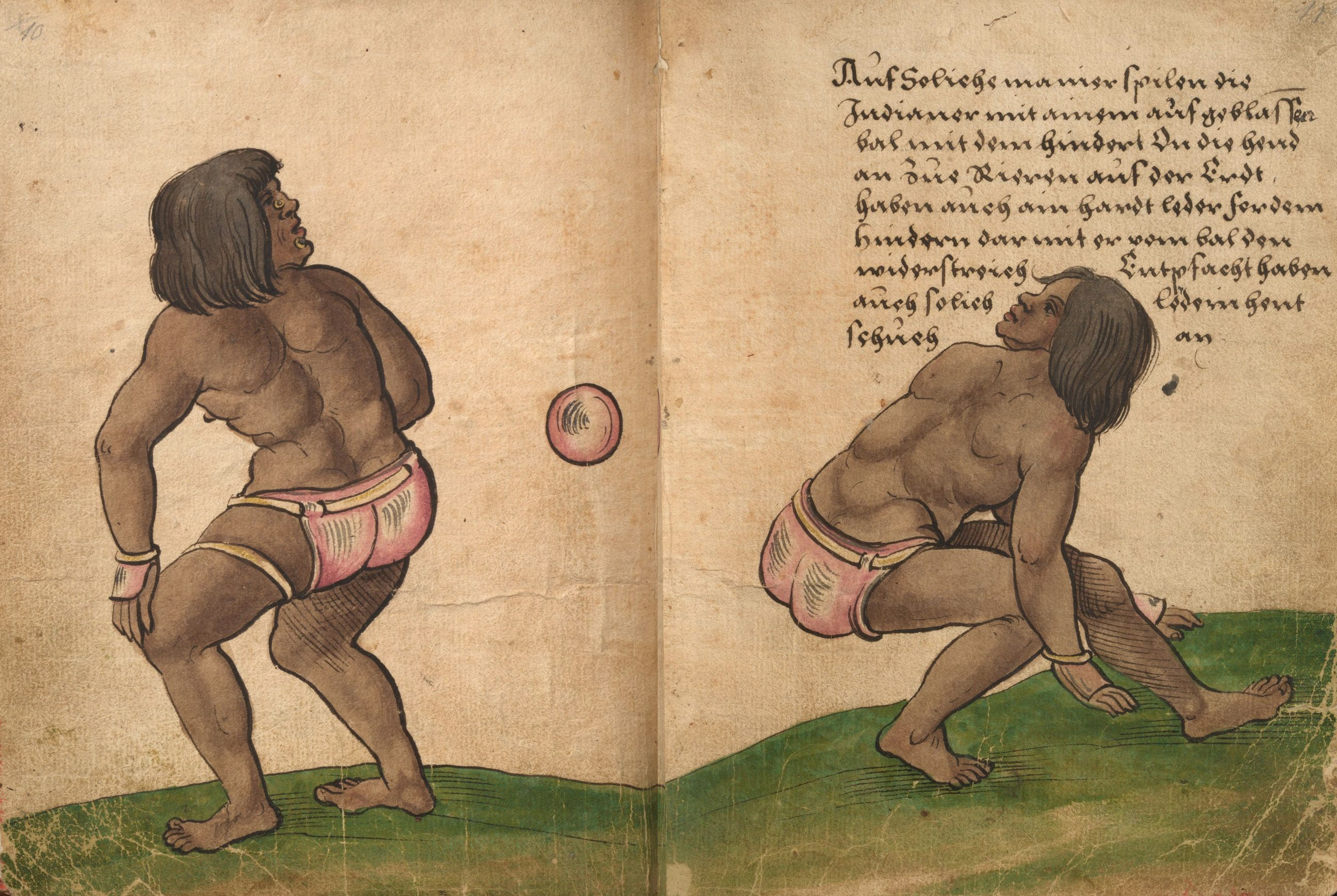
Jugadores del ullamaliztli azteca actuando para Carlos V en España, elaborado por Christoph Weiditz en 1528.

Los jóvenes mexicas aprendían el juego de pelota en las escuelas calmecac y los más competentes entre ellos podían llegar a ser tan famoso que podían jugar profesionalmente.
Frecuentemente se llevaban a cabo partidos en los diferentes barrios y mercados de la ciudad - a menudo acompañados de grandes apuestas. Diego Durán, uno de los primeros cronistas españoles, dijo que «estos desgraciados ... vendían a sus hijos con el fin de apostar y incluso apostaron a sí mismos y se convirtieron en esclavos».
Puesto que el árbol de caucho (Castilla elastica) no crecía en las tierras altas del imperio mexica, en general los mexicas recibían las pelotas de goma como tributo de las zonas bajas donde se cultivaba. El códice Mendocino da una cifra de 16.000 trozos de caucho crudo importados cada seis meses a Tenochtitlán desde las provincias del sur, aunque no era solamente para la fabricación de pelotas.
En 1528, poco después de la conquista española de México, Cortés envió a un grupo de ōllamanime (peloteros) a España para una demostración del juego ante Carlos V y en esta ocasión fueron dibujados por el alemán Christoph Weiditz. Además de la fascinación por sus visitantes exóticos, los europeos quedaron asombrados por las pelotas de goma que rebotan.

### Costa del Pacífico
Campos de juegos de pelota y monumentos con representaciones del juego de pelota y su parafernalia fueron excavados en sitios a lo largo de la costa del Pacífico de Guatemala y El Salvador, incluyendo en las zonas nucleares de Bilbao y El Baúl en Cotzumalhuapa, así como los sitios en la periferia sureste de la región mesoamericana, tales como Quelepa.

### Caribe
Batos es un juego de pelota que se practicaba en la actualidad en muchas islas de las Antillas, Puerto Rico y otras islas caribeñas incluyendo hasta el siglo XIX a Cuba. Es considerado como un posible descendiente del juego de pelota mesoamericano, que posiblemente se difundió al Caribe a través de los mayas.

### El juego de pelota en la actualidad
Una de las tradiciones de mayor arraigo entre los mixtecos es la pelota mixteca, con fuerte carga histórica desde la época prehispánica. La región mixteca se encuentra dividida en tres áreas: la baja, la sierra alta y la costa, sin embargo los grupos mixtecos que viven hoy en Oaxaca, Guerrero y Puebla, están muy ligados a aquellos que han emigrado al Valle de México, Veracruz, Sinaloa, Baja California o incluso más allá de las fronteras de México.
La tradición oral jugó un papel fundamental para preservar el juego, en la actualidad se practica en tres ámbitos: indígena, rural y urbano, participan adultos y jóvenes. Tiene 3 modalidades; Pelota Mixteca de Hule, Pelota Mixteca de Forro y Pelota Mixteca del Valle.
Por su parte, el juego de pelota Mesoamericana (que agrupa diversas variantes del mismo como la versión Nahua Ullamaztli y el Poktapok Maya)  experimenta actualmente un resurgimiento. Existen equipos que lo practican tanto en estados del centro, sur y sureste de México como en países centroamericanos como Belice y Guatemala. Existiendo campeonatos locales como la Copa Peninsular y el primer Campeonato Nacional de Pelota Mesoamericana, con 8 Estados de México que ha tenido como sede Playa del Carmen en 2016 Torneo Teotihuacán en 2017 Hidalgo Segundo Campeonato Nacional de Juego de Pelota Mesoamericana creciendo a 12 Estados en 2017 Chetumal Tercer Campeonato Nacional de Juego de Pelota Mesoamericana 14 estados Participando por primera vez la Categoría Infantil 2018 fundadores de la liga deportiva de Juego de Pelota Mesoamericana Armando Osorio Uscanga y Reyna María Puc Dzib en 2006 empezando con las comunidades mayas de Yucatán representadas por las zonas arqueológicas Yaxuna Ek Balam Chichén Itzá. 